# Efedrin
Efedrin er et naturstof. Det findes i planteslægten Ledris (Ephedra), som har været anvendt i tusinder af år i kinesisk lægekunst under navnet Ma Huang (Ephedra sinica). Desuden findes stoffet i små mængder i arten Sida cordifolia (Katost-familien). I moderne lægemidler anvendes kemisk syntetiseret efedrin.

## Anvendelse
Tidligere har man brugt efedrin mod stoppet næse og sammen med koffein som appetitnedsættende middel i slankepiller. Det gør man ikke længere. Stoffet medførte nemlig for mange bivirkninger på den øvrige del af kroppen og var afhængighedsskabende.

## Farmakologi
Efedrin er et sympatomimetikum, dvs. at det påvirker det sympatiske nervesystem. Stoffet aktiverer både alfa- og beta- adrenerge receptorer. Dette bevirker, at noradrenalin ikke genoptages af neuronerne og forbliver i synapsemellemrummet mellem nervecellerne. Desuden hæves puls og blodtryk. Visse blodårer trækker sig sammen (næse, fordøjelsessystem). Andre udvider sig sammen med bronkierne. Den sidste effekt betød, at efedrin inden syntesen af selektive beta-2 agonister blev anvendt mod astma.
Efedrins slankende virkning skyldes, at stoffet aktiverer adipocytters lipolyse (fedtforbrænding), øger kropstemperaturen og nedsætter appetitten.

## Lovlighed
I Danmark blev slankemidler, der indeholder efedrin, koffein og acetylsalicylsyre, den såkaldte ECA-stak, forbudt i november 2002 (læs: Letigen). I andre lande udnyttes efedrins slankende virkning dog stadig i talrige slankeprodukter. I disse produkter anvendes ofte plantemateriale under navnene Ephedra og Ma Huang som kilde for efedrin. Når plantemateriale anvendes, kan det ofte være ugennemskueligt, hvor meget aktivt stof der er i en dosis. Derfor er der en vis risiko ved anvendelse af mere eller mindre ulovlige "ephedra-kosttilskud".
Efedrin er i familie med amfetamin, og pseudoefedrin kan ved hjælp af en relativt simpel kemisk reaktion (reduktion) omdannes til metamfetamin.

## Bivirkninger
- Takykardi
- Svimmelhed
- Hovedpine
- Kvalme
- Forhøjet kropstemperatur – & desuden tendens til feber
- Tremor
- Hjertebanken
- Opkast
- Søvnløshed
- Mundtørhed
- Eufori
- Mavekrampe
- Psykisk afhængighed

## Eksterne links
Læs mere om medicin, der indeholder ephedrin på medicin.dk Arkiveret 23. februar 2013 hos  Wayback Machine